# Tjøme
Tjøme är en ö, en tätort och en kyrkby i Færders kommun i Vestfold fylke i sydöstra Norge. Tätorten Tjøme ligger vid fylkesväg 308 på den mellersta delen av ön Tjøme.  Här finns Tjøme kyrka. Den utgjorde tidigare centralort i dåvarande Tjøme kommun.

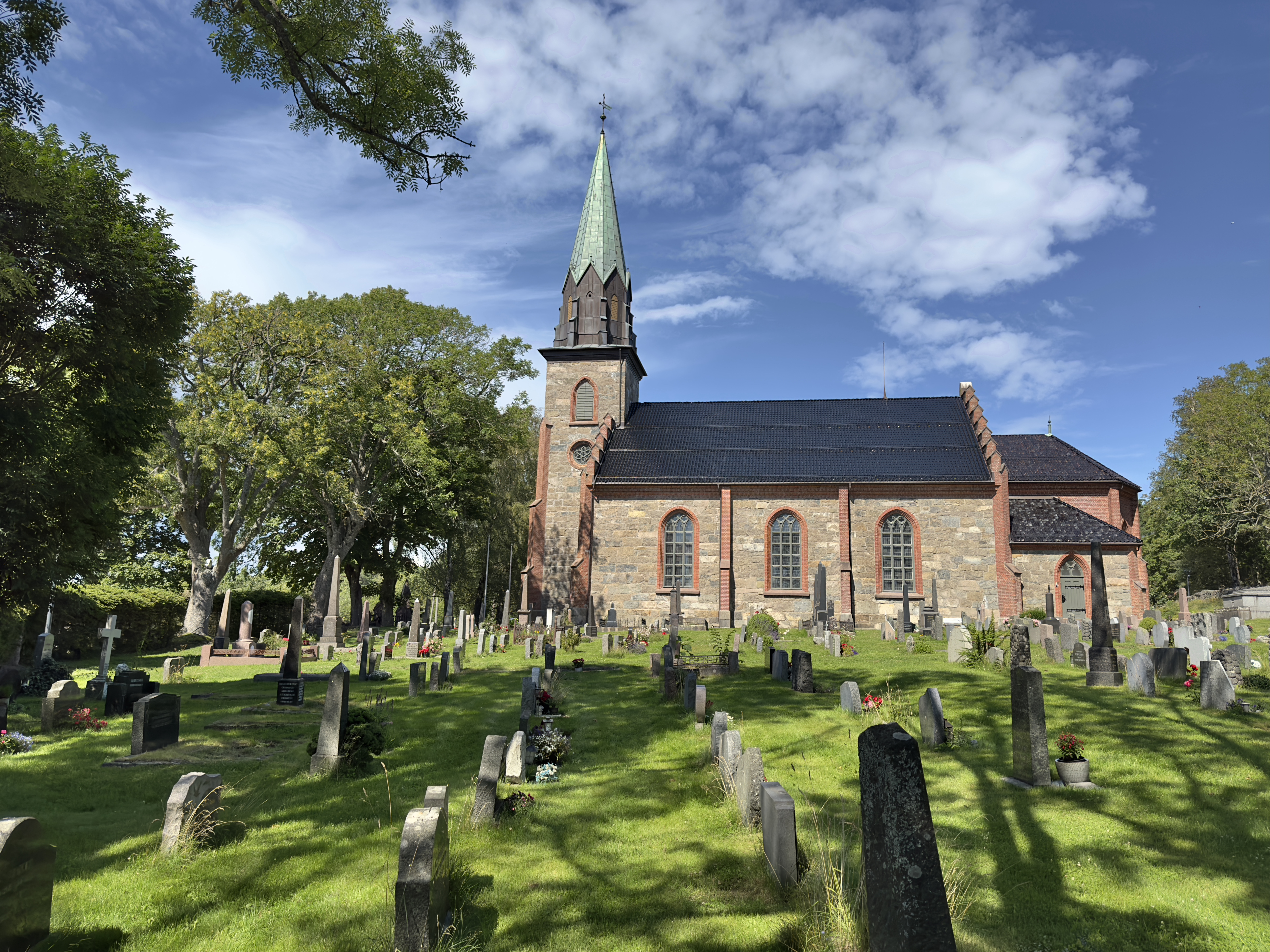
Tjøme kyrka.